# غيرهارت غنتزن
غيرهارت كارل إريش غنتزن (24 نوفمبر 1909 - 4 أغسطس 1945) عالم رياضيات ومنطق ألماني. ساهم إسهامًا كبيرًا في أسس الرياضيات، ونظرية البرهان، وخصوصًا في الاستنتاج الطبيعي وحساب المتسلسل. توفي من الجوع في أحد معسكرات الاعتقال السوفيتية في براغ في عام 1945، بعد أن تم احتجازه كمواطن ألماني بعد الحرب العالمية الثانية.

## الحياة والمسار
كان غنتزن طالبًا لبول بيرنايز (Paul Bernays) بجامعة غوتيتغن. تم فصل بيرنايس من «غير الآريين» في أبريل 1933، وبالتالي عمل هيرمان فايل رسميا كمشرف له. انضم إلى كتيبة العاصفة في نوفمبر 1933 رغم أنه لم يكن مجبرًا على ذلك. ومع ذلك ظل على اتصال مع بيرنايز حتى بداية الحرب العالمية الثانية. في عام 1935، تحدث مع أبراهام فرينكل في القدس وكان متورطًا من قبل اتحاد المعلمين النازيين باعتباره «يحافظ على الاتصالات مع الأشخاص المختارين». في عامي 1935 و 1936، بذل هيرمان فايل، رئيس قسم الرياضيات في غوتنغن في عام 1933 حتى استقالته تحت الضغط النازي، جهودًا قوية لإحضاره إلى معهد الدراسات المتقدمة في برينستون.
بين نوفمبر 1935 و 1939 كان مساعدا لديفيد هيلبرت في غوتينغن. انضم غنتزن إلى الحزب النازي في عام 1937.و في أبريل 193، أقسم غنتزن قسم الولاء لأدولف هتلر كجزء من تعيينه الأكاديمي. من عام 1943 كان مدرسًا في جامعة براغ. بموجب عقد من شوتزشتافل غنتزن عملت بوضوح لمشروع V-2 .
ألقي القبض على غنتزن خلال انتفاضة المواطنين ضد القوات الألمانية المحتلة في 5 مايو 1945. تم تسليمه، مع بقية أعضاء الجامعة الألمانية في براغ، إلى القوات السوفيتية. نظرًا لارتباطه السابق بـ SA و NSDAP و NSD Dozentenbund ، فقد تم احتجاز غنتزن في أحد معسكرات الاعتقال، حيث توفي جوعًا في 4 أغسطس 1945.

## عمل
اخترغ غنتزن نظامين للاستنتاج في المنطق الرياضي: الاستنتاج الطبيعي وحساب التتاليات.